# Richard Bohn
Karl Theodor Richard Bohn (Berlino, 29 dicembre 1849 – Görlitz, 22 agosto 1898) è stato un archeologo e architetto tedesco.

## Biografia
A partire dal 1868, studiò architettura a Berlino e nel 1877 partecipò allo scavo archeologico di Olimpia con Friedrich Adler. Nel 1879 esaminò i Propilei ad Atene, e più tardi nello stesso anno iniziò i lavori nel sito di scavo di Pergamo. Tra i suoi compiti a Pergamo, c'era l'accertamento della forma architettonica originale e le misure dell'altare di Pergamo.
Nel 1887 fu nominato direttore generale della Baugewerkschule a Nienburg, e dal 1895 in poi, lavorò nella stessa capacità a Görlitz.

## Opere
- Der Tempel der Athena Polias zu Pergamon (1882).
- Die Propylaeen der Akropolis zu Athen (1882).
- Der Tempel des Dionysos zu Pergamon (1885).
- Das Heiligtum der Athena Polias Nikephoros (1886), con Hans Droysen.
- Altertümer von Aegae (1889), con Carl Schuchhardt.
- Die Theater-Terrasse (1896).[1]